# Nati nel 1843
| Questa pagina contiene informazioni ricavate automaticamente dalle voci biografiche con l'ausilio del template Bio e di un bot. L'aggiornamento è periodico e automatico e ricostruisce completamente la pagina. Se manca una persona in questa lista, sei pregato di non aggiungerla, ma accertati piuttosto che la sua voce biografica contenga il template Bio e che i dati anagrafici siano correttamente compilati. Se il template Bio manca, inseriscilo tu stesso o, in alternativa, metti l'avviso {{tmp\|Bio}} che ne segnala la mancanza. Se i dati riportati sono sbagliati, correggi direttamente la voce biografica; le modifiche saranno visibili in questa lista entro pochi giorni. Per chiarimenti vedi il progetto biografie. La lista contiene solo le 487 persone che sono citate nell'enciclopedia e per le quali è stato implementato correttamente il template Bio. Pagina aggiornata al 10 ago 2025. |

## Gennaio(43)
- 1º gennaio - Giovanni Battista Valle, compositore di scacchi e pittore italiano († 1905)
- 2 gennaio - Luigi Giovanni Vitale Capello, pittore italiano († 1902)
- 2 gennaio - Eugenio Reffo, presbitero italiano († 1925)
- 3 gennaio - Elzéar Abeille de Perrin, entomologo francese († 1910)
- 4 gennaio - Ferdinando Coletti, pianista e compositore italiano († 1876)
- 5 gennaio - Victor Brooke, naturalista britannico († 1891)
- 5 gennaio - Ippolito De Cristofaro, politico italiano († 1905)
- 6 gennaio - Francesco Genala, politico e giurista italiano († 1893)
- 7 gennaio - Isidoro Carini, religioso, paleografo e storiografo italiano († 1895)
- 8 gennaio - Frederick Abberline, poliziotto britannico († 1929)
- 8 gennaio - Antonio Frixione, pittore e incisore italiano († 1914)
- 8 gennaio - Alphonse Lévy, pittore e illustratore francese († 1918)
- 9 gennaio - Teresa Jornet e Ibars, religiosa spagnola († 1897)
- 10 gennaio - Frank James, pistolero e militare statunitense († 1915)
- 11 gennaio - Alfonso Giordano, medico italiano († 1915)
- 12 gennaio - Vincenzo Colmayer, prefetto e politico italiano († 1908)
- 12 gennaio - Thomas Mitchell, allenatore di calcio scozzese († 1921)
- 13 gennaio - Ernest Chantre, archeologo, antropologo e naturalista francese († 1924)
- 13 gennaio - David Ferrier, psicologo e neurologo scozzese († 1924)
- 13 gennaio - Louis Léger, scrittore e traduttore francese († 1923)
- 13 gennaio - Francesco Trombetta, chirurgo italiano († 1898)
- 15 gennaio - Cesare Coralli, carabiniere italiano († 1912)
- 16 gennaio - Sebastiano Maturi, filosofo italiano († 1917)
- 16 gennaio - Rafaela Ybarra de Vilallonga, religiosa spagnola († 1900)
- 17 gennaio - Costante Gris, ingegnere e filantropo italiano († 1925)
- 17 gennaio - Florence Montgomery, scrittrice britannica († 1923)
- 19 gennaio - Giuseppe Salvatore Scatti, vescovo cattolico italiano († 1926)
- 20 gennaio - Giulio Ascoli, matematico italiano († 1896)
- 20 gennaio - Paul Cambon, diplomatico francese († 1924)
- 20 gennaio - Karl Theodor von Inama-Sternegg, economista, statistico e storico austriaco († 1908)
- 21 gennaio - Émile Levassor, ingegnere e pilota automobilistico francese († 1897)
- 21 gennaio - Domenico Pesenti, pittore e antiquario italiano († 1918)
- 21 gennaio - Giulio Peyrot, avvocato e politico italiano († 1896)
- 22 gennaio - Friedrich Blass, filologo classico e grecista tedesco († 1907)
- 22 gennaio - Jules Johannard, attivista francese († 1892)
- 24 gennaio - Paolo Carcano, politico italiano († 1918)
- 24 gennaio - Josip Stadler, arcivescovo cattolico croato († 1918)
- 25 gennaio - Hermann Schwarz, matematico tedesco († 1921)
- 26 gennaio - Aleksandra Potanina, etnografa e esploratrice russa († 1893)
- 28 gennaio - Francesco Ingrao, politico italiano († 1918)
- 28 gennaio - Emile Pradignat, scacchista francese († 1912)
- 28 gennaio - Mihkel Veske, linguista e poeta estone († 1890)
- 29 gennaio - William McKinley, politico statunitense († 1901)

## Febbraio(32)
- 2 febbraio - Knute Nelson, politico statunitense († 1923)
- 4 febbraio - Claudius Schraudolph il Giovane, pittore tedesco († 1902)
- 5 febbraio - Hariot Rowan-Hamilton, nobildonna e scrittrice irlandese († 1936)
- 6 febbraio - Frederic William Henry Myers, psicologo e parapsicologo britannico († 1901)
- 9 febbraio - Nathan Goff Junior, politico statunitense († 1920)
- 11 febbraio - Corrado Rizzone Tedeschi, politico italiano († 1932)
- 12 febbraio - Eduardo Boscá, medico e naturalista spagnolo († 1924)
- 13 febbraio - Georg von Rosen, pittore svedese († 1923)
- 14 febbraio - Louis Diémer, pianista e compositore francese († 1919)
- 14 febbraio - Camille Langevin, operaio francese († 1913)
- 15 febbraio - André Alavoine, attivista francese († 1909)
- 15 febbraio - Paolo Emilio Bergamaschi, arcivescovo cattolico italiano († 1925)
- 16 febbraio - Corrado Avolio, romanziere e glottologo italiano († 1905)
- 19 febbraio - Giuseppe Baldo, presbitero italiano († 1915)
- 19 febbraio - Adelina Patti, soprano italiano († 1919)
- 19 febbraio - Théophile Seyrig, ingegnere belga († 1923)
- 19 febbraio - Leonardo de Mango, pittore italiano († 1930)
- 20 febbraio - Antonio Gui, politico e magistrato italiano († 1919)
- 20 febbraio - Claud Hamilton, politico britannico († 1925)
- 22 febbraio - William Whitman Bailey, botanico e chimico statunitense († 1914)
- 22 febbraio - Annibale Brugnoli, pittore italiano († 1915)
- 22 febbraio - Rodolfo Montecuccoli degli Erri, nobile e ammiraglio austro-ungarico († 1922)
- 22 febbraio - Alfredo d'Escragnolle Taunay, scrittore e storico brasiliano († 1899)
- 24 febbraio - Teófilo Braga, politico, filosofo e poeta portoghese († 1924)
- 24 febbraio - Luigi Musini, politico italiano († 1903)
- 25 febbraio - Giuseppe Baudoin, militare italiano († 1896)
- 25 febbraio - Enrico Del Carlo, politico e giornalista italiano († 1920)
- 26 febbraio - Placido Cerri, insegnante italiano († 1874)
- 26 febbraio - Valentin le Désossé, ballerino francese († 1907)
- 26 febbraio - Henry de Vilmorin, botanico e agronomo francese († 1899)
- 28 febbraio - Guardino Colleoni, imprenditore e politico italiano († 1918)
- 28 febbraio - Đorđe Simić, politico e diplomatico serbo († 1921)

## Marzo(34)
- 2 marzo - Richard Förster, filologo classico, archeologo e storico dell'arte tedesco († 1922)
- 2 marzo - Maria Clotilde di Savoia, principessa italiana († 1911)
- 3 marzo - William Chandler Roberts-Austen, scienziato inglese († 1902)
- 4 marzo - Henry Roderick Newman, pittore statunitense († 1917)
- 5 marzo - Alessandro Guiccioli, diplomatico e politico italiano († 1922)
- 6 marzo - Giuseppe Aurelio Costanzo, letterato e poeta italiano († 1913)
- 7 marzo - Edwin H. Conger, politico e ambasciatore statunitense († 1907)
- 7 marzo - Ernest Ange Duez, pittore e illustratore francese († 1896)
- 10 marzo - Heinrich Lossow, pittore e illustratore tedesco († 1897)
- 11 marzo - Paolo IV Esterházy, diplomatico e politico ungherese († 1898)
- 11 marzo - Harald Høffding, filosofo danese († 1931)
- 12 marzo - Gabriel Tarde, criminologo, sociologo e filosofo francese († 1904)
- 14 marzo - Léon Gustave Dehon, presbitero francese († 1925)
- 14 marzo - Alexandre-Louis Leloir, pittore francese († 1884)
- 16 marzo - Otto Hirschfeld, storico, archeologo e epigrafista tedesco († 1922)
- 16 marzo - Antonio Pellegrini, politico italiano († 1905)
- 16 marzo - Conrad von Preysing, nobile e politico tedesco († 1903)
- 17 marzo - Giuseppe Avarna, ambasciatore e politico italiano († 1916)
- 17 marzo - Patricio Escobar, politico e militare paraguaiano († 1912)
- 17 marzo - Achille Fagioli, politico italiano († 1896)
- 18 marzo - Jules Vandenpeereboom, politico belga († 1917)
- 18 marzo - Leonid Apollonovič Verchovcev, diplomatico e funzionario russo († 1903)
- 18 marzo - Giuseppe Wulz, fotografo italiano († 1918)
- 19 marzo - Giuseppe Perrotta, compositore italiano († 1910)
- 21 marzo - Ricardo Velázquez Bosco, architetto e archeologo spagnolo († 1923)
- 22 marzo - Day Bosanquet, ammiraglio e politico britannico († 1923)
- 24 marzo - Giovanni Battista Carnevalini, vescovo cattolico italiano († 1895)
- 24 marzo - Maria Annunziata di Borbone-Due Sicilie, principessa († 1871)
- 27 marzo - George Frederick Leycester Marshall, naturalista britannico († 1934)
- 29 marzo - Paul Gottereau, architetto francese († 1924)
- 29 marzo - Frances Wisebart Jacobs, docente e filantropa statunitense († 1892)
- 29 marzo - Georg Treu, archeologo russo († 1921)
- 31 marzo - Bernhard Förster, insegnante tedesco († 1889)
- 31 marzo - Kristian Zahrtmann, pittore danese († 1917)

## Aprile(34)
- 1º aprile - Luigi Avogadro di Collobiano Arborio, diplomatico e politico italiano († 1917)
- 2 aprile - Otto Bollinger, patologo tedesco († 1909)
- 2 aprile - Karl Koester, patologo tedesco († 1904)
- 4 aprile - William Henry Jackson, pittore e fotografo statunitense († 1942)
- 4 aprile - Hans Richter, direttore d'orchestra austriaco († 1916)
- 5 aprile - Petko Karavelov, politico bulgaro († 1903)
- 7 aprile - Johann-Jakob Heuscher, pittore e disegnatore svizzero († 1901)
- 8 aprile - Angelo Agostini, fumettista, illustratore e giornalista italiano († 1910)
- 8 aprile - Renato Fucini, poeta, scrittore e insegnante italiano († 1921)
- 9 aprile - Emilio Baumann, allenatore di ginnastica italiano († 1916)
- 10 aprile - Fabrizio Ruffo, imprenditore e politico italiano († 1917)
- 11 aprile - Giuseppe Gabusi, musicista e inventore italiano († 1906)
- 11 aprile - Johannes Minckwitz, scacchista e compositore di scacchi tedesco († 1901)
- 13 aprile - Attilio Simonetti, pittore e antiquario italiano († 1925)
- 14 aprile - Alberto di Sassonia-Altenburg, principe tedesco († 1902)
- 15 aprile - Henry James, scrittore e critico letterario statunitense († 1916)
- 15 aprile - Giovanni Severi, avvocato e politico italiano († 1915)
- 16 aprile - Silvio Allason, pittore italiano († 1912)
- 17 aprile - Henri Mortier, operaio francese († 1894)
- 17 aprile - Camillo Sitte, architetto, urbanista e pittore austriaco († 1903)
- 18 aprile - Cesare Biseo, pittore, illustratore e incisore italiano († 1909)
- 18 aprile - Adrien Moreau, pittore e illustratore francese († 1906)
- 18 aprile - Salvatore Pagliaro Bordone, storico e saggista italiano († 1925)
- 19 aprile - Alfred William Benn, filosofo e scrittore irlandese († 1915)
- 21 aprile - Walther Flemming, biologo tedesco († 1905)
- 22 aprile - Anton Egorovič Zal'ca, generale e nobile russo († 1916)
- 25 aprile - Alice di Sassonia-Coburgo-Gotha, principessa inglese († 1878)
- 26 aprile - Ernst Leitz I, ottico e imprenditore tedesco († 1920)
- 27 aprile - Joseph Dutton, missionario, religioso e enciclopedista statunitense († 1931)
- 27 aprile - Giuseppe Ettore Viganò, generale e politico italiano († 1933)
- 28 aprile - Alfonso Ridola, magistrato e giurista italiano († 1917)
- 29 aprile - Pedro Américo, pittore, scrittore e saggista brasiliano († 1905)
- 29 aprile - Albert Vilhelm Bøgh, attore norvegese († 1927)
- 29 aprile - Maria Zambaco, modella e artista britannica († 1914)

## Maggio(36)
- 1º maggio - Paolo Fabrizi, politico e medico italiano († 1917)
- 1º maggio - Filippo Giacomo Novaro, chirurgo italiano († 1934)
- 2 maggio - Carl Michael Ziehrer, compositore e direttore d'orchestra austriaco († 1922)
- 3 maggio - William Lyne Wilson, politico e avvocato statunitense († 1903)
- 4 maggio - Philippe Thomas, veterinario e geologo francese († 1910)
- 5 maggio - Reginald Fitz, medico statunitense († 1913)
- 6 maggio - Grove Karl Gilbert, geologo statunitense († 1918)
- 6 maggio - Christian Luerssen, botanico tedesco († 1916)
- 8 maggio - Rudolf Mosse, editore e filantropo tedesco († 1920)
- 8 maggio - Diogo de Vasconcelos, storico e politico brasiliano († 1927)
- 9 maggio - Anton von Werner, pittore tedesco († 1915)
- 10 maggio - James Addison Reavis, truffatore statunitense († 1914)
- 10 maggio - Kaufmann Kohler, rabbino e teologo tedesco († 1926)
- 10 maggio - Benito Pérez Galdós, scrittore e drammaturgo spagnolo († 1920)
- 11 maggio - Luigi d'Isengard, militare, patriota e presbitero italiano († 1915)
- 13 maggio - Evgenij Ivanovič Alekseev, ammiraglio russo († 1917)
- 13 maggio - Paul de Smet de Naeyer, politico belga († 1913)
- 16 maggio - Giuseppe Caprin, scrittore italiano († 1904)
- 16 maggio - Robert Wynn Carrington, I marchese di Lincolnshire, politico britannico († 1928)
- 18 maggio - Giacinto Cibrario, avvocato e politico italiano († 1917)
- 20 maggio - Emil Adam, pittore tedesco († 1924)
- 20 maggio - Itō Sukeyuki, ammiraglio giapponese († 1914)
- 20 maggio - Albert Augustus Pope, imprenditore statunitense († 1909)
- 20 maggio - Giorgio Roster, scienziato e fotografo italiano († 1927)
- 21 maggio - Charles Albert Gobat, politico svizzero († 1914)
- 21 maggio - Damiano Marinelli, alpinista e esploratore italiano († 1881)
- 21 maggio - Michail Vasil'evič Pevcov, militare e esploratore russo († 1902)
- 21 maggio - Louis Renault, giurista francese († 1918)
- 22 maggio - Adolf Baginsky, pediatra tedesco († 1918)
- 25 maggio - Anna di Assia-Darmstadt, nobile († 1865)
- 25 maggio - Girolamo Giusso, politico italiano († 1921)
- 26 maggio - Antonio Roiti, fisico italiano († 1921)
- 27 maggio - Paul von Thurn und Taxis, militare tedesco († 1879)
- 27 maggio - Giovanni Stucky, imprenditore svizzero († 1910)
- 29 maggio - Theodor Lindner, storico tedesco († 1919)
- 29 maggio - Émile Pessard, compositore francese († 1917)

## Giugno(37)
- 1º giugno - Henry Faulds, medico e missionario scozzese († 1930)
- 1º giugno - Saigō Tsugumichi, militare e politico giapponese († 1902)
- 3 giugno - Federico VIII di Danimarca, re danese († 1912)
- 3 giugno - Kliment Arkad'evič Timirjazev, biologo e botanico russo († 1920)
- 4 giugno - Charles Conrad Abbott, archeologo e naturalista statunitense († 1919)
- 5 giugno - Samuel Garman, naturalista e zoologo statunitense († 1927)
- 6 giugno - Ekaterina Grigor'evna Barteneva, rivoluzionaria russa († 1914)
- 6 giugno - Enrichetta del Liechtenstein, principessa austriaca († 1931)
- 8 giugno - Pio Joris, pittore e incisore italiano († 1921)
- 8 giugno - Karl Schaden, architetto austriaco († 1914)
- 8 giugno - Kálmán Széll, politico ungherese († 1915)
- 9 giugno - Bertha von Suttner, scrittrice austriaca († 1914)
- 9 giugno - Carlo Bontemps, militare e patriota italiano († 1918)
- 9 giugno - Wilhelm Dames, paleontologo tedesco († 1898)
- 10 giugno - Heinrich von Herzogenberg, compositore austriaco († 1900)
- 10 giugno - Rinaldo Tornielli di Borgo Lavezzaro, imprenditore e politico italiano († 1910)
- 11 giugno - Rocco de Zerbi, politico e giornalista italiano († 1893)
- 12 giugno - David Gill, astronomo britannico († 1914)
- 13 giugno - Adolf Neuendorff, compositore, pianista e violinista tedesco († 1897)
- 14 giugno - Léon Philippet, pittore e incisore belga († 1906)
- 14 giugno - Richard Otto Zöpffel, teologo tedesco († 1891)
- 15 giugno - Francesco De Seta, prefetto e politico italiano († 1911)
- 15 giugno - Libânia do Carmo Galvão Mexia Telles de Albuquerque, religiosa portoghese († 1899)
- 15 giugno - Edvard Grieg, compositore e pianista norvegese († 1907)
- 16 giugno - Kostantin Ėsperovič Belosel'skij-Belozerskij, generale russo († 1920)
- 18 giugno - David Popper, compositore e violoncellista boemo († 1913)
- 19 giugno - William Emmette Coleman, funzionario e orientalista statunitense († 1909)
- 20 giugno - Fëdor Ignat'evič Stravinskij, basso russo († 1902)
- 23 giugno - Otto Kuntze, botanico tedesco († 1907)
- 24 giugno - Johann Brotan, ingegnere meccanico austriaco († 1918)
- 25 giugno - Giovanni Cesari, cantante castrato italiano († 1904)
- 25 giugno - Federico di Hohenzollern-Sigmaringen, generale tedesco († 1904)
- 26 giugno - Paul Arène, poeta e scrittore francese († 1896)
- 26 giugno - Alexander Sadebeck, geologo e mineralogista tedesco († 1879)
- 28 giugno - Alois Düll, scultore e insegnante austriaco († 1900)
- 28 giugno - Gennaro Aspreno Galante, presbitero e storico italiano († 1923)
- 29 giugno - Heinrich Büssing, inventore e imprenditore tedesco († 1929)

## Luglio(30)
- 2 luglio - Antonio Labriola, filosofo italiano († 1904)
- 3 luglio - Wilhelm Studemund, filologo classico tedesco († 1889)
- 4 luglio - Francis Jourde, politico francese († 1893)
- 5 luglio - Anton Ausserer, entomologo e aracnologo austriaco († 1899)
- 6 luglio - Ludwig Beissner, botanico tedesco († 1927)
- 6 luglio - Giuseppe De Simone, politico italiano († 1902)
- 7 luglio - Camillo Golgi, scienziato e medico italiano († 1926)
- 8 luglio - Rudolf Chrobak, ginecologo austriaco († 1910)
- 8 luglio - Virgil Earp, pistolero statunitense († 1905)
- 9 luglio - Ernesto Pozzi, patriota, avvocato e politico italiano († 1904)
- 10 luglio - Giuseppe Lorenzoni, astronomo e scienziato italiano († 1914)
- 12 luglio - Paul Collin, scrittore, librettista e traduttore francese († 1915)
- 12 luglio - Nina de Villard, scrittrice e poetessa francese († 1884)
- 12 luglio - Mathias Mongenast, politico lussemburghese († 1926)
- 14 luglio - Valentine Ball, geologo e ornitologo irlandese († 1894)
- 15 luglio - Renato De Martino, diplomatico e ambasciatore italiano († 1903)
- 18 luglio - Johannes Kohtz, compositore di scacchi tedesco († 1918)
- 19 luglio - Lucy Madox Brown, pittrice, modella e scrittrice inglese († 1894)
- 19 luglio - George Pirie, matematico britannico († 1904)
- 20 luglio - Francesco Coppi, paleontologo, archeologo e geologo italiano († 1927)
- 22 luglio - Onorato Comini, politico italiano († 1913)
- 22 luglio - Giuseppe Gattini, politico e storico italiano († 1917)
- 24 luglio - Eugenio de Blaas, pittore italiano († 1931)
- 24 luglio - William de Wiveleslie Abney, scienziato e fotografo inglese († 1920)
- 26 luglio - Robert Watson Willis, calciatore e sportivo inglese († 1892)
- 28 luglio - William Turner Thiselton-Dyer, botanico britannico († 1928)
- 29 luglio - Johannes Schmidt, linguista tedesco († 1901)
- 29 luglio - Thomas de Grey, VI barone Walsingham, politico e entomologo inglese († 1919)
- 31 luglio - Friedrich Robert Helmert, geodeta tedesco († 1917)
- 31 luglio - Peter Rosegger, poeta e scrittore austriaco († 1918)

## Agosto(44)
- 1º agosto - Robert Todd Lincoln, politico e militare statunitense († 1926)
- 1º agosto - Emil Schallopp, scacchista tedesco († 1919)
- 2 agosto - Basilio Cittadini, giornalista italiano († 1921)
- 3 agosto - Domenico Milanesio, presbitero e missionario italiano († 1922)
- 4 agosto - Aureliano Faifofer, matematico austriaco († 1909)
- 4 agosto - Ruggiero Maurigi, imprenditore, politico e patriota italiano († 1919)
- 4 agosto - Nikolaj Maksimilianovič di Leuchtenberg, duca († 1891)
- 5 agosto - Gerold Meyer von Knonau, storico svizzero († 1931)
- 6 agosto - Joseph van Reeth, missionario e vescovo cattolico belga († 1923)
- 6 agosto - Augusta di Sassonia-Meiningen, principessa tedesca († 1919)
- 10 agosto - Joseph McKenna, politico statunitense († 1926)
- 10 agosto - W. Chrystie Miller, attore statunitense († 1922)
- 11 agosto - Ernst Becker, astronomo tedesco († 1912)
- 11 agosto - Enrico D'Ovidio, matematico e politico italiano († 1933)
- 12 agosto - Bartley Campbell, giornalista e commediografo statunitense († 1888)
- 12 agosto - Colmar von der Goltz, generale e scrittore tedesco († 1916)
- 12 agosto - George Howard, IX conte di Carlisle, nobile, politico e pittore britannico († 1911)
- 13 agosto - Arthur Lasenby Liberty, mercante, artigiano e designer inglese († 1917)
- 15 agosto - Antonio Cavagna Sangiuliani, storico italiano († 1913)
- 15 agosto - Just Lucas-Championnière, chirurgo francese († 1913)
- 15 agosto - Charles Immanuel Forsyth Major, zoologo e paleontologo svizzero († 1923)
- 15 agosto - Carl Frederik Wandel, marinaio e esploratore danese († 1930)
- 17 agosto - Cemile Sultan, principessa ottomana († 1915)
- 17 agosto - Alexandre Lacassagne, antropologo francese († 1924)
- 17 agosto - Adolfo Leris, funzionario e politico italiano († 1918)
- 17 agosto - Mariano Rampolla del Tindaro, cardinale e arcivescovo cattolico italiano († 1913)
- 18 agosto - Johan Thorne, politico norvegese († 1920)
- 19 agosto - Charles Montagu Doughty, poeta, scrittore e viaggiatore inglese († 1926)
- 19 agosto - Cyrus Scofield, teologo, saggista e pastore protestante statunitense († 1921)
- 20 agosto - Nicolò Marini, cardinale italiano († 1923)
- 20 agosto - Christina Nilsson, soprano svedese († 1921)
- 21 agosto - Carlo Fiorilli, politico italiano († 1937)
- 21 agosto - William Pepper, medico statunitense († 1898)
- 21 agosto - Maria Anna Ferdinanda di Braganza, portoghese († 1884)
- 23 agosto - Arthur Annesley, XI visconte Valentia, politico e ufficiale irlandese († 1927)
- 24 agosto - George FitzGeorge, ufficiale inglese († 1907)
- 25 agosto - Jean Allemane, politico francese († 1935)
- 29 agosto - Alfred Agache, pittore francese († 1915)
- 29 agosto - Girolamo Coffari, imprenditore e politico italiano († 1928)
- 29 agosto - David B. Hill, politico statunitense († 1910)
- 29 agosto - Anna Michelotti, religiosa italiana († 1888)
- 30 agosto - Karl Theodor Albrecht, astronomo e geodeta tedesco († 1915)
- 30 agosto - John Sparks, politico statunitense († 1908)
- 31 agosto - Georg von Hertling, politico tedesco († 1919)

## Settembre(37)
- 1º settembre - Filippo Tolli, poeta, scrittore e politico italiano († 1924)
- 2 settembre - Émile Eudes, politico e militare francese († 1888)
- 4 settembre - Ján Levoslav Bella, compositore, direttore d'orchestra e docente slovacco († 1936)
- 5 settembre - Giuseppina Bonino, religiosa italiana († 1906)
- 5 settembre - Enrico Gualterio, militare e politico italiano († 1929)
- 5 settembre - Friedrich Reusch, scultore tedesco († 1906)
- 9 settembre - Marco Besso, dirigente d'azienda e letterato italiano († 1920)
- 9 settembre - Emilio Brusa, giurista e politico italiano († 1908)
- 9 settembre - Oscar Montelius, archeologo svedese († 1921)
- 9 settembre - Emily Villiers, nobildonna inglese († 1927)
- 11 settembre - Georges Clairin, pittore francese († 1919)
- 11 settembre - Francesco Serato, violoncellista italiano († 1919)
- 13 settembre - Fausto Bagatti Valsecchi, architetto e avvocato italiano († 1914)
- 13 settembre - Louis Duchesne, presbitero, filologo e insegnante francese († 1922)
- 13 settembre - Nadežda Prokof'evna Suslova, medico russo († 1918)
- 14 settembre - Gurli Åberg, attrice teatrale svedese († 1922)
- 15 settembre - Carlo Lebrecht, imprenditore e politico italiano († 1907)
- 15 settembre - Giuseppe Piergili, filologo e biografo italiano († 1935)
- 16 settembre - Johannes Joseph Koppes, vescovo cattolico lussemburghese († 1918)
- 16 settembre - George Brettingham Sowerby III, zoologo, editore e illustratore britannico († 1921)
- 18 settembre - Julius Hirschberg, oculista tedesco († 1925)
- 19 settembre - Vladimir Anatol'evič Barjatinskij, generale russo († 1914)
- 19 settembre - Charles Valentine Riley, entomologo statunitense († 1895)
- 20 settembre - Julius Lessing, storico dell'arte tedesco († 1908)
- 20 settembre - Angelo Muratori, patriota, politico e avvocato italiano († 1918)
- 20 settembre - Nikolaj Aleksandrovič Romanov, nobile russo († 1865)
- 22 settembre - Pietro Respighi, cardinale e arcivescovo cattolico italiano († 1913)
- 23 settembre - Emily Warren Roebling, ingegnera statunitense († 1903)
- 24 settembre - Giuseppe Aguiari, pittore italiano († 1885)
- 24 settembre - Friedrich Techmer, linguista tedesco († 1891)
- 25 settembre - Thomas Chrowder Chamberlin, geologo statunitense († 1928)
- 26 settembre - Max Bartels, medico e etnologo tedesco († 1904)
- 26 settembre - Giuseppe Palmieri Nuti, politico italiano († 1893)
- 26 settembre - Giovanni Battista Traverso, mineralogista e paleontologo italiano († 1914)
- 27 settembre - Jules Martelet, pittore francese († 1916)
- 29 settembre - Michail Dmitrievič Skobelev, generale russo († 1882)
- 30 settembre - Matilde di Baviera, duchessa († 1925)

## Ottobre(38)
- 1º ottobre - Louis Aldrich, attore teatrale statunitense († 1901)
- 2 ottobre - Porzia Montanaro, brigante italiana († 1922)
- 3 ottobre - Luke Fildes, pittore e illustratore inglese († 1927)
- 3 ottobre - Seniye Hanimsultan, principessa ottomana († 1913)
- 4 ottobre - Maryam Sūltanah Danil Ghaţţas, religiosa palestinese († 1927)
- 4 ottobre - Carlo Nicoli, scultore italiano († 1915)
- 5 ottobre - William Favre, politico e mecenate svizzero († 1918)
- 6 ottobre - George Blackall Simonds, scultore, docente e imprenditore inglese († 1929)
- 8 ottobre - Kitty Kielland, pittrice norvegese († 1914)
- 8 ottobre - Elise Ransonnet-Villez, pittrice e incisore austriaca († 1899)
- 9 ottobre - Christian Christiansen, fisico danese († 1917)
- 9 ottobre - Emilio Perrone, politico italiano († 1916)
- 10 ottobre - Nataniel Aguirre, scrittore, poeta e drammaturgo boliviano († 1888)
- 11 ottobre - Andrea Righetti, vescovo cattolico italiano († 1924)
- 12 ottobre - Émile Louis Ragonot, entomologo francese († 1895)
- 13 ottobre - Friedrich Matz, archeologo tedesco († 1874)
- 16 ottobre - Johann Friedrich Ahlfeld, ginecologo tedesco († 1929)
- 16 ottobre - Giovanni Battista Chiocchetti, pittore italiano († 1917)
- 17 ottobre - Giuseppe Grandi, scultore, pittore e incisore--> italiano († 1894)
- 17 ottobre - Clemente Mapelli, patriota italiano († 1922)
- 18 ottobre - Anna Jaclard, giornalista e attivista russa († 1887)
- 18 ottobre - Ettore Pinelli, violinista, direttore d'orchestra e compositore italiano († 1915)
- 20 ottobre - Juan Soldevilla y Romero, cardinale e arcivescovo cattolico spagnolo († 1923)
- 22 ottobre - Moshe Leib Lilienblum, letterato e scrittore russo († 1910)
- 22 ottobre - Hugh Seymour, VI marchese di Hertford, politico e ufficiale inglese († 1912)
- 23 ottobre - Nazzareno Cipriani, pittore italiano († 1925)
- 24 ottobre - Henryk Siemiradzki, pittore polacco († 1902)
- 24 ottobre - Pietro Tempestini, fotografo italiano († 1917)
- 25 ottobre - Frank Crisp, avvocato britannico († 1919)
- 25 ottobre - Antonino De Leo, patriota italiano († 1908)
- 25 ottobre - Pierre Lallement, inventore e ingegnere francese († 1891)
- 25 ottobre - Paul Porel, attore e direttore teatrale francese († 1917)
- 25 ottobre - Gleb Ivanovič Uspenskij, scrittore russo († 1902)
- 26 ottobre - Henry Trimen, botanico inglese († 1896)
- 27 ottobre - Lodovico Barbieri, militare e politico italiano († 1927)
- 28 ottobre - Dezső Bánffy, politico ungherese († 1911)
- 30 ottobre - Julia Hoffmann Tedesco, pittrice tedesca
- 31 ottobre - Henri Regnault, pittore francese († 1871)

## Novembre(32)
- 3 novembre - Anselmo Lorecchio, avvocato, giornalista e politico italiano († 1924)
- 4 novembre - Carlo Tivaroni, storico e politico italiano († 1906)
- 5 novembre - Harry Rawson, ammiraglio inglese († 1910)
- 6 novembre - William James Craig, editore britannico († 1906)
- 6 novembre - Natale Palummo, magistrato e politico italiano († 1931)
- 8 novembre - Moritz Pasch, matematico tedesco († 1930)
- 10 novembre - Miguel Antonio Caro, scrittore e politico colombiano († 1909)
- 10 novembre - Nicola Della Casa, imprenditore e politico svizzero († 1894)
- 11 novembre - Cesare Cipolletti, ingegnere italiano († 1908)
- 12 novembre - Carlo Cataldi, prefetto e politico italiano († 1934)
- 12 novembre - Aristide Claris, giornalista francese († 1916)
- 12 novembre - Charles Alfred Payton, diplomatico e dirigente sportivo inglese († 1926)
- 12 novembre - Nicola Salvatore Dino, matematico italiano († 1919)
- 13 novembre - Friedrich Albin Hoffmann, medico tedesco († 1924)
- 14 novembre - William Anson, giurista inglese († 1914)
- 14 novembre - Theodor Wilhelm Engelmann, botanico, fisiologo e docente tedesco († 1909)
- 16 novembre - Odoardo Beccari, naturalista e botanico italiano († 1920)
- 16 novembre - Louise Jopling, pittrice e poetessa inglese († 1933)
- 19 novembre - Richard Avenarius, filosofo tedesco († 1896)
- 19 novembre - Hagop Baronian, scrittore, giornalista e drammaturgo armeno († 1891)
- 20 novembre - Shinagawa Yajirō, politico giapponese († 1900)
- 21 novembre - Gaston Tissandier, chimico, aviatore e editore francese († 1899)
- 22 novembre - Giovanni Battista Egisto Sivelli, militare italiano († 1934)
- 23 novembre - Louis Eysen, pittore e incisore tedesco († 1899)
- 23 novembre - Henry Clay Payne, politico statunitense († 1904)
- 26 novembre - Carl Kockelkorn, compositore di scacchi tedesco († 1914)
- 27 novembre - Elizabeth Stride, svedese († 1888)
- 27 novembre - Cornelius Vanderbilt II, imprenditore statunitense († 1899)
- 28 novembre - Matteo Renato Imbriani, politico italiano († 1901)
- 29 novembre - Jacques-Joseph Grancher, pediatra francese († 1907)
- 29 novembre - Gertrude Jekyll, artista e scrittrice britannica († 1932)
- 30 novembre - Costantino Palumbo, pianista e compositore italiano († 1928)

## Dicembre(31)
- 1º dicembre - George Carnegie, IX conte di Northesk, nobile e militare scozzese († 1891)
- 2 dicembre - Paul de Cassagnac, politico e giornalista francese († 1904)
- 3 dicembre - Franz Xaver Neruda, violoncellista e compositore ceco († 1915)
- 3 dicembre - Daniele Ranzoni, pittore italiano († 1889)
- 4 dicembre - Elias Boutros Hoayek, vescovo cattolico e patriarca cattolico libanese († 1931)
- 4 dicembre - Harry Rickards, attore e impresario teatrale britannico († 1911)
- 7 dicembre - Helena Nyblom, scrittrice, musicista e disegnatrice danese († 1926)
- 9 dicembre - Paul Leroy-Beaulieu, economista e saggista francese († 1916)
- 9 dicembre - Gottfried Merzbacher, alpinista e geografo tedesco († 1926)
- 10 dicembre - Nadežda Michajlovna Juneva, nobildonna russa († 1908)
- 11 dicembre - Robert Koch, medico, batteriologo e microbiologo tedesco († 1910)
- 13 dicembre - George Stephănescu, compositore, direttore d'orchestra e docente rumeno († 1925)
- 15 dicembre - Francisco Silvela, politico spagnolo († 1905)
- 18 dicembre - Oskar Cordel, scacchista tedesco († 1913)
- 19 dicembre - Alfonso Badini Confalonieri, avvocato e politico italiano († 1920)
- 20 dicembre - Lajos Hevesi, giornalista, scrittore e critico d'arte ungherese († 1910)
- 20 dicembre - Paul Tannery, matematico, storico e divulgatore scientifico francese († 1904)
- 21 dicembre - Giuseppe Ferrari, pittore italiano († 1905)
- 21 dicembre - José Muñoz y Borbón, nobile spagnolo († 1863)
- 22 dicembre - Luigi Guelpa, sindacalista e politico italiano († 1911)
- 22 dicembre - Léo Melliet, avvocato e politico francese († 1909)
- 24 dicembre - Lydia Koidula, poetessa estone († 1886)
- 24 dicembre - Michail Zasulič, generale russo († 1910)
- 24 dicembre - Michele di Gè, brigante italiano († 1924)
- 26 dicembre - Gaspare Cocozza di Montanara, politico italiano († 1924)
- 27 dicembre - Charles Gérardin, politico francese († 1921)
- 28 dicembre - Carlo Del Pezzo, politico italiano († 1899)
- 28 dicembre - Carlo Moscatelli di Castelvetere, politico e nobile italiano († 1918)
- 29 dicembre - William Botting Hemsley, botanico britannico († 1924)
- 29 dicembre - Elisabetta di Wied, sovrana rumena († 1916)
- 31 dicembre - Giovanni Benadduci, politico e storico italiano († 1907)

## Senza giorno specificato(59)
- Mirza Abdollah, musicista iraniano († 1918)
- Aurelio Abela de la Torre, compositore di scacchi spagnolo († 1892)
- John Brown Abercromby, pittore britannico († 1929)
- Mark Matveevič Antokol'skij, scultore russo († 1902)
- Icilio Bandini, avvocato italiano († 1911)
- Luigi Benaglio, poeta italiano († 1908)
- Georgi Benkovski, rivoluzionario bulgaro († 1876)
- George Bent, militare nativo americano († 1918)
- Axel Gudbrand Blytt, botanico e geologo norvegese († 1898)
- Sara Bonetta Forbes, nobile nigeriana († 1880)
- Amédée de Caix de Saint-Aymour, linguista, archeologo e storico francese († 1921)
- Serapio Calderón, politico peruviano († 1922)
- Henrique de Carvalho, esploratore portoghese († 1909)
- Adolfo Fernández Casanova, architetto spagnolo († 1915)
- Leto Chini, pittore, decoratore e restauratore italiano († 1910)
- Marie Cico, soprano francese († 1875)
- Thomas William Rhys Davids, orientalista inglese († 1922)
- John De Mansfield Absolon, pittore inglese († 1879)
- Luigi De Puppi, politico italiano († 1917)
- Dante Di Serego Alighieri, politico e nobile italiano († 1895)
- Angelina Fioretti, ballerina italiana († 1879)
- Carlo Fontanelli, economista italiano († 1890)
- Nicola Fornelli, pedagogista italiano († 1915)
- Hans Forssell, politico e storico svedese († 1901)
- Giacinto Garaffi, fotografo italiano († 1925)
- Milutin Garašanin, politico serbo († 1898)
- Otto Geleng, pittore tedesco († 1939)
- Paul Heinrich von Groth, mineralogista tedesco († 1927)
- Giuseppe Gugino, giurista italiano († 1917)
- Joanna Hiffernan, modella irlandese († 1886)
- Enrico Hohenberger, pittore e fotografo austriaco († 1897)
- William Isaac Hull, pacifista e storico statunitense († 1939)
- Jang Seung-eop, pittore coreano († 1897)
- William Hodges Mann, politico statunitense († 1927)
- Luigi Marchino, imprenditore italiano († 1915)
- Davide Menini, militare italiano († 1896)
- Giuseppina Morlacchi, ballerina e attrice teatrale italiana († 1886)
- Enrico Mosconi, ingegnere italiano († 1910)
- Iacob Negruzzi, scrittore rumeno († 1932)
- Raffaele Palizzolo, politico italiano († 1918)
- Corrado Pavesi Negri, compositore italiano († 1920)
- David Payne, pittore scozzese († 1894)
- Alois Pinggera, alpinista austriaca († 1933)
- Alessandro Prosdocimi, archeologo italiano († 1911)
- Giovanni Angelo Reycend, ingegnere italiano († 1926)
- Virgilio Ripari, pittore italiano († 1902)
- Stefano Scarampella, liutaio italiano († 1925)
- Antal Stašek, scrittore ceco († 1931)
- Francesco Stianti, tipografo italiano († 1927)
- William Penn Symons, generale britannico († 1899)
- John Isaac Thornycroft, ingegnere inglese († 1928)
- Ernest Henry Tourlet, farmacista e botanico francese († 1907)
- Charles Comyns Tucker, alpinista e esploratore inglese († 1922)
- Herman Tymiński, presbitero polacco († 1896)
- Higinio Uriarte, politico paraguaiano († 1909)
- Xu Jue, diplomatico cinese († 1916)
- Roberto Züst, imprenditore svizzero († 1897)
- Louis-Xavier de Ricard, poeta francese († 1911)
- Adelaide del Balzo Pignatelli, educatrice, scrittrice e filantropa italiana († 1932)